# Суртур (Marvel Comics)
Суртур (англ. Surtur) — персонаж, демон, появившийся в комиксах издательства Marvel Comics. Обычно он выглядит как злодей в рассказах с участием норвежского героя Тора. Основан на огненном гиганте Сурте из скандинавской мифологии, был адаптирован писателем Стэном Ли и художником Джеком Кирби и впервые появился в Journey into Mystery #97 (октябрь 1963). Был однажды описан как один из «Десяти злейших врагов могущественного Тора».

## История публикации
Основанный на огненном гиганте Сурте из скандинавской мифологии и созданный Стэном Ли и Джеком Кирби, Суртур впервые появляется в Journey into Mystery #97 (октябрь 1963).

## Биография
Суртур является огненным демоном, родом из Муспельхейма, земли огненных демонов и одного из девяти миров в скандинавской мифологии. Сначала он появляется в Journey into Mystery, где утверждается, что он сидит в конце света, ожидая конца времени, когда он сможет убить людей и богов. Первая встреча персонажа с правителем Асгарда богом Одином рассказана в воспоминаниях и устанавливает свою вражду, когда Суртур был заключён в тюрьму Одином внутри Земли после формирования союза с Троллями и пытается уничтожить мир в гневе, чтобы Один бросил вызов ему, хотя он даёт Одину крылатую лошадь, надеясь быть выпущенным в один прекрасный день. Суртур появляется в Journey into Mystery, освобождённый усыновлённым сыном Одина Локи, который намерен узурпировать Одина и править Асгардом, получив часть Силы Одина. Вместе с Ледяным гигантом Скаггом Суртур вторгается в Землю, хотя пара встречает Одина, его сына — Громовержца Бога Тора и Асгарда Бальдера. Один останавливает время и отправляет каждого человека на Земле в другое измерение. Суртур отправляет Тора в океан с огненным шаром. Скагг спасён от погружения в океан Суртуром, затвердевшего на земле, но побеждённого Одином, который был ослаблен подвигом. Суртур создаёт пылающий огненный шар и отправляется на Северный полюс, чтобы растаять ледники. Используя меч Одина, Тор останавливает Суртура и ловушки его на метеорите магнитных частиц в другой галактики.
В серии Thor провидец Волла предсказывает, что Локи освободит Суртура и других врагов Асгарда и в конечном итоге приведёт к Рагнарёку — войне, которая закончится уничтожением всех скандинавских богов. Особенности персонажа в названии Avengers были вызваны вместе с ледяным гигантом Юмиром — на Земле культом Сыновей Сатаны. Существа изгнаны объединёнными усилиями команды супергероев Мстителей, героем Чёрным Рыцарем и магом Доктором Стрэнджем. Они обманывают друг друга, что поражает их обоих.
Суртур становится повторяющимся противником в заголовке Thor и сначала пытается вторгнуться в Асгард во время сна Одина, когда Локи ненадолго взял под свой контроль Асгард, заставив Локи покинуть Асгард, но он побеждён и заключён в тюрьму. Суртур вновь появляется, орудуя огромным магическим лезвием Сумерки, и после отправки орды демонов вторгается на Землю штормами Асгарда. Герои Земли сражаются с огненными демонами, а в Асгарде Суртур в свою очередь побеждает Тора и Одина. Локи обманывает Суртура с иллюзией, пока Один не восстанавливается, когда сражается с огненным демоном, пока оба не попадают в размерный разлом.После долгого отсутствия Один возвращается в Асгард, и выясняется, что он впитал сущность Суртура, которая в конечном итоге обладает им. Суртуру удаётся восстановить свою физическую форму и уничтожает Асгарда до Тора, обладающего силой Одина, изгнавшего Суртура в море Вечной Ночи
.
Суртур появляется в конце второго тома Thor во время финала Рагнарёка Асгарда и ему разрешено штурмовать Асгард Тором, когда Бог Грома пытается разрушить бесконечный цикл смерти и возрождения для скандинавских богов. В ограниченной серии Stormbreaker: The Saga of Beta Ray Bill, пришелец Бета Рэй Билл посещает руины Асгарда после битвы и видит мертвое тело Суртура, падающее с неба, все ещё сжимающее Сумерки.
Тор возвращается из периода самоиндуцированной спячки в третьем самоназванном томе и входит в сон Одина, чтобы найти Одина в измерении неопределённости между жизнью и смертью, где Суртур сохранил часть своей сущности, чтобы не навсегда быть убитым.
Суртур был воскрешён и заключает сделку с Локи и группой существ, известных как «Манчестерские боги», которыми он манипулировал, чтобы уничтожить местных богов британских островов. Затем он поджег мировое дерево Игдрасиль и попытался повернуть богов-ванов против Эзира в подготовке к его нападению на Асгард . Это удалось совершить из-за старых обид, а именно из-за настойчивости Одина в том, что народ Ванахейма находится под его властью, независимо от всего.

## Силы и способности
Суртур был изображён как огромный и злобный стихийный огненный демон, чья сила была апокалиптической. Имея рост свыше 1000 футов (~305 метров), Суртур обладает силой и долговечностью, намного превосходящей Тора; способен манипулировать теплом, пламенем или ударной силой; способен к молекулярной манипуляции, такой как превращение его пальцев в змей; левитацией и межмерным путешествием. Шкала силы Суртура обычно показана равной шкале Одина. Он опытный воин и фехтовальщик и имеет цепкий хвост. Он обладает большим интеллектом и обладает обширными знаниями древней и тайной мудрости. Он уязвим для сильного холода и может быть заключён в тюрьму некоторыми магическими заклинаниями или другими существами, обладающими космическими энергетическими силами, равными его собственным.
Суртур обладает гигантским мечом «Сумерки», также известным как «Меч судьбы», состоящим из металла, известного как Скабрит, который можно найти только в шахтах царства Суртура. Меч является волшебным, способен манипулировать огромным количеством мистической энергии, такой как разрушение мерных барьеров и подавление могущества Одина. Локи временно применил силу меча, чтобы превратить Тора в лягушку (Тор обычно устойчив к этому типу магических преобразований) и делает асгардцев больными (асгардцы обычно невосприимчивы к болезни). Моргана ле Фэй применила силу меча, чтобы изменить всю Землю с сегодняшнего дня в средневековый мир после использования магии хаоса Алой Ведьмы, чтобы «преодолеть разрыв» между её личными силами феи и асгардскими магами, связанными с лезвием. Когда меч связывается с Вечным огнём, его силы ещё больше возрастают до неизвестного уровня.
У Вечного Огня есть неизвестная связь с Суртуром. Находившись в окрестностях Вечного Огня, Суртур утверждал, что он увеличил свои силы. Неизвестно, в какой степени это приводит к увеличению силы.

## Альтернативные версии

### Amalgam
Суртур появляется в одноразовой публикации Amalgam Comics в ваншоте Thorion of the New Gods, в которой он атакует Асгард во время Рагнарёка, но его останавливают и заключают в тюрьму Исходность на Эго-Массе — объединении Эго и Источника.

### Ultimate Marvel
В реальности Ultimate Marvel Суртур был вызван на Землю с помощью Локи и сражается с Абсолютными. Однако он не встречается в финальной битве с Абсолютными.

### JLA/Avengers
В серии JLA/Avengers Суртур является частью армии Крона и атакует Чудо-женщину в конце номера после того, как она обещает охранять пропуск, чтобы другие герои могли пройти, хотя Женщина-Халк остаётся ей помогать.

## Вне комиксов

### Телевидение
- Суртур появляется в мультсериале «Человек-паук и его удивительные друзья» в серии «Месть Локи». Когда Человек-лёд был телепортирован в область Суртура, ему было тяжело бороться с ним. Ледяной Гигант Зерона пришла ему на помощь и вытащила Человека-льда от Суртура.
- Суртур появляется в мультсериале Мстители. Величайшие герои Земли, где был озвучен Риком Д. Вассерманом (повторил свою роль в Тор: Бог Грома). В серии «Акты мести» Барон Земо использует камень Норна, связанный с Муспелхаймом, чтобы защитить себя от Чаровницы, которая закончила тем, что освободила Суртура от его тюремного заключения. Нарушение уплотнения ощущалось Тором, Одином и Бальдером. Суртур атакует царство гномов из-за того, что король-гном Эйтри держит фрагменты Сумеречного Меча. В конце эпизода Чаровница пробуждается в присутствии Суртура, говоря ей, что теперь она работает на него. В эпизоде «Баллада Бэта Рэй Билла» Суртур отправляет одержимую Чаровницу, чтобы развязать Огненных Демонов в разных областях, причем одна из них — планета Корбинита. После того, как Тор и Бэта Рэй Билл побеждают Чаровницу, Суртур говорит через неё, заявляя, что Чародейка больше не контролирует их, прежде чем телепортировать её. Затем Суртур показан, что он переделывает Сумеречный Меч из фрагментов, которые он собрал у Эйтри.
- Суртур появляется в мультсериале Мстители, общий сбор! В эпизоде «Ночной ястреб» Тор отправляется через царство Суртура в Норн-Стоун, когда «Ночной ястреб» активировал план непредвиденных обстоятельств против Тора. После того, как Халк освободился от плана чрезвычайных обстоятельств, Тор упомянул, что он пролетел через царство Суртура 81 раз. В эпизоде «Возвращение в учебный зал» Тор, Халк и Соколиный глаз отправляются в царство Суртура. В последнюю минуту они извлекаются из области Суртура с портала Хеймдалля.

### Фильмы
- В «Тор: Сказания Асгарда», суртурский меч «Элдершталь» является главной частью истории. Суртур показан в воспоминаниях в Йотунхейме, сражающегося с Одином над судьбой Девяти Миров.
- В анимационном сегменте Marvel «Халк против» в мультфильме Халк против Тора, Суртур делает краткий эпизод в начале фильма, как один из противников, атакующих Асгард во время сна Одина.

#### Киновселенная Marvel
- Суртур впервые был упомянут Фандралом в новеллизации фильма «Тор 2: Царство тьмы». Концепт-арт, показанный на конвенте к фильму Тор: Рагнарёк, подтвердил появление демона Суртура. Роль Суртура в кинематографической вселенной Marvel исполнил режиссёр фильма Тайка Вайтити[18] с помощью технологий захвата движения и озвученный Клэнси Брауном[19][20]. В русском дубляже был озвучен Владиславом Коппом.

В начале фильма мы видим, что огненный демон Суртур заключает Тора в своём логове в Муспельхейме. Тор говорит, что думал, что Суртур был мёртв после битвы с Одином и что последнее время видел сны, как он уничтожает Асгард. Демон рассказывает, что Одина нет в Асгарде и то, что он предвидил Рагнарёк и планирует объединить свою корону с Вечным Пламенем в Асгарде, чтобы вызвать ранее предсказанный Рагнарёк (утверждая, что Рагнарёк уже начался). 
Тор убивает Суртура и забирает его корону (думая, что Рагнарёк остановлен). Вернувшись в Асгард, он приказывает положить корону в хранилище Асгарда.
Позже, во время боя с Хелой в Асгарде у Тора появляется видение Одина, которое помогает ему понять, что только Рагнарёк единственный способ победить Хелу. Тор приказывает Локи поместить корону в вечное пламя (надеясь, что демон воскреснет, когда его корона окажется на Вечном Огне). С возрождением Суртур вызывает Рагнарёк и начинает уничтожать Асгард. Как и было предсказано в пророчестве, демон пронизывает своим клинком насквозь весь Асгард, также уничтожив Хелу, в то время как Тор и выжившие асгардцы улетают на космическом корабле на Землю. Также во время уничтожения Асгарда Халк, не зная план Тора, нападает на демона, но Тор отзывает его на корабль, позволяя демону закончить пророчество и Суртур убивает Хелу, а после и сам погибает вместе с Асгардом.

### Видеоигры
- Суртур имеет эпизодическое появляение в «Marvel: Ultimate Alliance». Если игрок восстановит кольцо Воллы, она предупредит Одина о покушении на его жизнь, что приведёт к захвату Суртура в последующие годы.
- Суртур появляется в Thor: God of Thunder (основан на воплощении в фильме[21]), озвучен Риком Д. Вассерманом. Тор должен сразиться с ним, чтобы получить доступ к теплопоглощающему металлу божественной силы, известному как Скабрит, для создания оружия, способного победить Мангога.
- Суртур появляется как злодейский персонаж в «Marvel Super Hero Squad Online», озвученный Джоном Ди Маджио.
- Суртур появляется в «Marvel Heroes». Он является последним боссом рейда через Муспелхайм.
- Суртур появляется в «Marvel: Avengers Alliance». Он босс в Spec Ops 22 вместе с Хелой, Имиром и Малекитом Проклятым.
- Суртур появляется как играбельный персонаж, а также босс на одном из уровней Lego Marvel Super Heroes 2.
- Суртур появляется в Marvel Future Fight в качестве босса сюжетных миссий.